# カンケンテクノ
カンケンテクノ株式会社は、京都府長岡京市に本社を置く環境装置メーカー。各種排ガス処理装置を主力製品とする。

## 概要
半導体、液晶ディスプレイ製造工場、化学プラント等における排気ガスを無害化する排ガス処理装置をはじめ、環境装置の製造、販売、メンテナンスを行う。平成27年度には環境省より「地球温暖化防止活動環境大臣表彰」を受賞